# Ondřej Vetešník
Ondřej Vetešník (* 5. března 1984, Praha) je český veslař. Od roku 2005 byl členem ASC Dukla Praha, kde se věnoval disciplínám lehký dvojskif a lehká čtyřka společně se svým dvojčetem Janem, Jiřím Kopáčem a Miroslavem Vraštilem.
V roce 2005 získal titul mistra světa do 23 let v Amsterdamu na lehkém dvojskifu společně se svým bratrem Janem.
Jejich trenérem byl Rudolf Kopřiva.
Dne 25. srpna 2012 pojal za ženu Kateřinu Francovou.
Nyní se věnuje trénování mládeže, ve svém mateřském klubu, v Nymburce.

## Sportovní úspěchy
- MS 23 Amsterdam, Nizozemsko 2005 - 1. místo
- MS 23 Hazewinkel, Belgie 2006 - 3. místo
- ME Poznaň, Polsko 2007 - 3. místo
- ME Athény, Řecko 2008 - 5. místo
- ME Brest, Bělorusko 2009 - 4. místo
- MS Poznaň, Polsko 2009 - 8. místo
- ME Montemor-o-Velho, Portugalsko 2010 - 7. místo
- ME Plovdiv, Bulharsko 2011 - 2. místo
- MS Bled, Slovinsko 2011 - 8. místo

## Zajímavost
Jde o držitele českého rekordu v jízdě na trenažéru na 2 kilometry, s časem 6:08,9.